# Hajmar Dżajs
Hajmar Dżajs – wieś w Syrii, w muhafazie Aleppo. W 2004 roku liczyła 1628 mieszkańców.